# 산다는 것은
《산다는 것은》은 1993년 4월 24일에서 1993년 10월 17일부터 방영된 SBS 주말극장으로, 고난과 역경 속에서도 굴하지 않고 꿋꿋하게 살아가는 4남매의 모습을 통해 동기간의 사랑과 행복의 실체를 그리며 정말로 살아간다는 것이 어떤 것인지를 그려본다.

## 등장 인물
- 원미경 : 홍원표 역
- 남성훈 : 장윤하 역
- 맹상훈 : 홍정표 역
- 박순천 : 정신 역
- 김혜선 : 홍숙표 역
- 이재룡 : 이우진 역
- 유호정 : 홍은표 역
- 박형준 : 풍개 역
- 이효춘 : 홍성표 역
- 김영옥 : 한표 모 역
- 전양자 : 장 여사 역
- 남일우 : 우진 부 역
- 한영숙 : 노 여사 역
- 김호영 : 홍한표 역
- 김해숙 : 수정 역
- 김세윤 : 풍개 부 역
- 윤여정 : 풍개 모 역
- 박정수 : 하 여사 역
- 권재희
- 송일권: 홍정표 친구
- 이계인
- 백찬기 : 카센터 사장 역
- 맹호림
- 정운용 : 운전기사 역

## 결방 및 편성 변경
- 1993년 7월 24일 : 납량특선 <캠퍼스 군단> 편성으로 결방[1]
- 1993년 7월 25일 : 외화 <암스테르담> 편성으로 결방[1]
- 1993년 8월 14일 : 31~ 32회 연속 방영[2]
- 1993년 8월 15일 : 2부작 특집드라마 <소망> 편성
- 1993년 9월 19일 : 42~43회 연속 방영
- 1993년 9월 25일 : 뉴스 특보 편성으로 결방

## 수상
- 1993년 SBS 스타상 탤런트 부문 최우수 연기상 김혜선

## 경쟁 프로그램
- 사랑을 위하여
- 연인
- 드라마게임 <철부지 형님> (KBS 2TV)
- 먼동 (KBS 1TV)
- 아들과 딸
- 엄마의 바다
- 낙동강 (MBC TV)

## 참고 사항
- 1~2회 방영분에서는 초기상황 설정에 지나치게 매달려[3] 시청자들의 눈길을 끌지 못했다.
- 홍원표 역의 원미경은 과로 뿐만 아니라, 본인과 친분이 두터웠던 연출자 곽영범이 방영 도중 제작위원으로 발령이 나고 연출자가 바뀌자 불만을 토로하며 93년 7월 23일 드라마 녹화에 참석하지 않았다. 이 때문에 같은 달 24~25일 방영분은 결방됐다[4].